# Crisulipora orientalis
Crisulipora orientalis är en mossdjursart som beskrevs av Canu och Bassler 1928. Crisulipora orientalis ingår i släktet Crisulipora och familjen Crisuliporidae.
Artens utbredningsområde är Mexikanska golfen. Inga underarter finns listade i Catalogue of Life.